# Racquetball na Igrzyskach Panamerykańskich 2011
Racquetball na Igrzyskach Panamerykańskich 2011 odbywało się w dniach 17–25 października 2011 roku w Complejo de Racquetbol w Guadalajarze. Pięćdziesięciu sześcioro zawodników obojga płci rywalizowało łącznie w sześciu konkurencjach.

## Podsumowanie

### Klasyfikacja medalowa
| Klasyfikacja medalowa | Klasyfikacja medalowa | Klasyfikacja medalowa | Klasyfikacja medalowa | Klasyfikacja medalowa | Klasyfikacja medalowa |
| Miejsce               | państwo               | Złoto                 | Srebro                | Brąz                  | Razem                 |
| --------------------- | --------------------- | --------------------- | --------------------- | --------------------- | --------------------- |
| 1                     | Meksyk                | 5                     | 1                     | 1                     | 7                     |
| 2                     | Stany Zjednoczone     | 1                     | 4                     | 2                     | 7                     |
| 3                     | Wenezuela             | 0                     | 1                     | 0                     | 1                     |
| 4                     | Ekwador               | 0                     | 0                     | 3                     | 3                     |
| 5                     | Boliwia               | 0                     | 0                     | 2                     | 2                     |
| =                     | Kanada                | 0                     | 0                     | 2                     | 2                     |
| 7                     | Chile                 | 0                     | 0                     | 1                     | 1                     |
| =                     | Kolumbia              | 0                     | 0                     | 1                     | 1                     |
| Razem                 | Razem                 | 6                     | 6                     | 12                    | 24                    |

### Medaliści
| Gra pojedyncza | Rocky Carson                             | Gilberto Mejia                                                            | Vincent Gagnon Álvaro Beltrán                                                                             |
| Gra podwójna   | Meksyk · Álvaro Beltrán · Javier Moreno  | Wenezuela · César Castro · Jorge Hirsekorn                                | Kanada · Timothy Landeryou · Kristofer Odegard Stany Zjednoczone · Shane Vanderson · Christopher Crowther |
| Drużynowo      | Meksyk · Álvaro Beltrán · Javier Moreno  | Stany Zjednoczone · Rocky Carson · Shane Vanderson · Christopher Crowther | Kolumbia · César Castillo · Jorge Hirsekorn Ekwador · Fernando Ríos · José Álvarez                        |
| Kobiety        |                                          |                                                                           | |
| Gra pojedyncza | Paola Longoria                           | Rhonda Rajsich                                                            | Cheryl Gudinas María Vargas                                                                               |
| Gra podwójna   | Meksyk · Paola Longoria · Samantha Salas | Stany Zjednoczone · Rhonda Rajsich · Aimee Ruiz                           | Ekwador · María Córdova · María Muñoz Chile · Angela Grisar · Carla Muñoz                                 |
| Drużynowo      | Meksyk · Paola Longoria · Samantha Salas | Stany Zjednoczone · Cheryl Gudinas · Rhonda Rajsich · Aimee Ruiz          | Ekwador · María Muñoz · María Córdova Boliwia · Cintia Loma · Jenny Daza                                  |